# Мои Спрингс
Мои Спрингс (на английски: Moyie Springs) е град в окръг Баундари, щата Айдахо, САЩ. Мои Спрингс е с население от 656 жители (2000) и обща площ от 3,9 km². Намира се на 675 m надморска височина. ЗИП кодът му е 83845, а телефонният му код е 208.